# Kloster Santa Maria della Vittoria
Kloster Santa Maria della Vittoria war eine Zisterzienserabtei in den Abruzzen, Italien. Es lag rund 2 km östlich von Scurcola Marsicana in der Landschaft Marsica bei Avezzano in der Provinz L’Aquila am Flüsschen Salto.

## Geschichte
Das Kloster wurde 1274 von Karl I. von Anjou zur Erinnerung an den 1268 in der Schlacht bei Tagliacozzo über Konradin von Hohenstaufen errungenen Sieg gestiftet. Neben Kloster Santa Maria di Real Valle war es das zweite zum Gedächtnis des Sieges des Hauses Anjou gegründete Kloster. Mutterkloster wurde das Kloster Le Loroux in Frankreich; damit gehörte das Kloster der Filiation von Kloster Cîteaux an. Die Abtei wurde jedoch schon kurz darauf dem 1273 gestifteten Kloster Santa Maria di Real Valle in Kampanien unterstellt. Sie wurde wohl 1277 aus Frankreich besiedelt. Der Bau wurde wohl 1282 vollendet. 1373 sind noch Zisterzienser in Santa Maria della Vittoria nachgewiesen. Jedoch mussten sie später das Kloster bei Übernahme des Landes durch die Aragonesen verlassen und es folgten Benediktinermönche auf sie. Im 16. Jahrhundert wurde das Kloster durch ein Erdbeben zerstört. Die von Karl I. gestiftete Madonnenstatue wurde 1525 aus der Klosterruine geborgen und in die Kirche Santa Maria della Vittoria in Scurcola Marsicana gebracht.

## Anlage und Bauten
Vom Kloster haben sich nur Ruinen erhalten, die die Rekonstruktion des Grundrisses nicht erlauben sollen. Zwei Portale wurden in benachbarte Kirchen verbracht.